# Жарко Савић
Жарко Савић (Земун, 20. август 1861 — Чикаго, 18. јануар 1930) је био оперски певач, бас и музички педагог. Био је члан оперских сцена широм Европе. Наступао је као певач и режисер у београдском Народном позоришту и Српском народном позоришту у Новом Саду. У Београду је кратко време водио своју оперску сцену Опера на Булевару. По завршетку певачке каријере радио је као наставник певања у Европи и Америци.

## Биографија
Жарко Савић рођен је 1861. године у Земуну, у свештеничкој породици. Његов деда био је свештеник Лазар Савић, као и отац. У родном граду је похађао реалну гимназију, а затим кадетску школу у Загребу. У раном детињству научио је да свира на клавиру и на гуслама. За време аустроугарске окупације, као врло млад, служио је војску у Босни. По изласку из војске постао је глумац. Краће време играо је хонорарно у београдском Народном позоришту, а затим је ангажован у позоришту у Опави у Чешкој. Године 1887. одлази у Беч да учи певање код професора Реса. Професионални каријеру оперског певача започиње 1890. године.
Године 1920. одселио се у Америку, где је радио као наставник певања. Био је ожењен оперском певачицом Султаном Цијуковом-Савић. Умро је у Чикагу 1930.

## Професионални рад
После музичких студија у Бечу, Жарко Савић наступа на многим европским оперским сценама. Од 1890. наступа у Карловом позоришту у Берлину, затим у Либеку, Дворском позоришту у Дрездену, Градском позоришту у Фрајбургу. Од 1894. ангажован је у Баден-Бадену, а од 1897. у Диселдорфу. Од 1898. до 1900. наступа на сцени у Штутгарту, од 1901. у Риги и до 1908. у Хамбургу. У сезони 1908/09. радио је као управник осјечког Народног казалишта, а од децембра 1909. у Београду је са супругом водио властиту Оперу на Булевару. Програм је брачни пар финансирао од својих средстава, па су били принуђени да је затворе јануара 1911. Од 1911. до 1913. Савић је био управник Српског народног позоришта у Новом Саду, када је отпочела интензивна оперско-оперетска делатност на новосадској сцени и може рећи зачето институционално формирање Опере.
Осим што је био на месту управника, Савић је у Српском народном позоришту наступао (између осталих и опере Кнез Иво од Семберије (опера) и Продана невеста (опера)), преводио либрета и режирао. О његовом таленту, гласу и глумачким способностима писале су многе у то време водеће новине:
| „ | Сва господа која беху присутна изјавила су пуно признање г. Савићу, уз захвалност на пруженим пријатним тренуцима уживања. Одлична школа, пун, једар глас који вас подједнако заноси и кад се спусти до дубоког `цис`, и кад се подигне до високог баритонског `еф`, чисто изговарање текста, прекрасна модулација, певање са осећањем - то су преимућства Србина-уметника г. Савића, и ми сматрамо за пријатну дужност да препоручимо суграђанима да оду у краљевско српско позориште, а коме то не би било могућно, тај нека не пропусти да дође, први дан Духова, на концерт који ће се давати овде у Земуну, у хотелу „Централˮ. Певање је дар Божји, а г. Савић је Богом обдарен певач-уметник. (Време, 1. јун 1894) | ” |

| „ | Његов је бас управо феноменално обсежан. Звони чак у најдубљим гласовима пријатно, а у висини задржава свој пуни сјај. При том се у њега налази гипкост и мекоћа, коју ћеш у органа с тако израженим бас-тембром ријетко наћи (П. Иванић, Позориште, 2. јун 1898) | ” |

Жарко Савић био је и запажен концертни певач и приређивао је „рецитале“ у Београду (1894), Панчеву (1895), Земуну (1896), Кикинди, Новом Саду и Сарајеву 1898, у Вуковару, Загребу и Мостару 1904. Године 1896. са Стеваном Мокрањцем, који је за њега писао соло-песме, био је на турнеји по Русији.
Од 1914. почиње да се као наставник певања, бави педагогијом. Предаје најпре у Хамбургу до 1917, затим у Женеви до 1920, а 1920. одлази у Америку, где наставља да ради као наставник певања, најпре у Њујорку а затим у Чикагу, све до смрти. У Хамбургу је 1915. штампано његово дело Der Weg zum freien Ton.